# Linienbaustelle

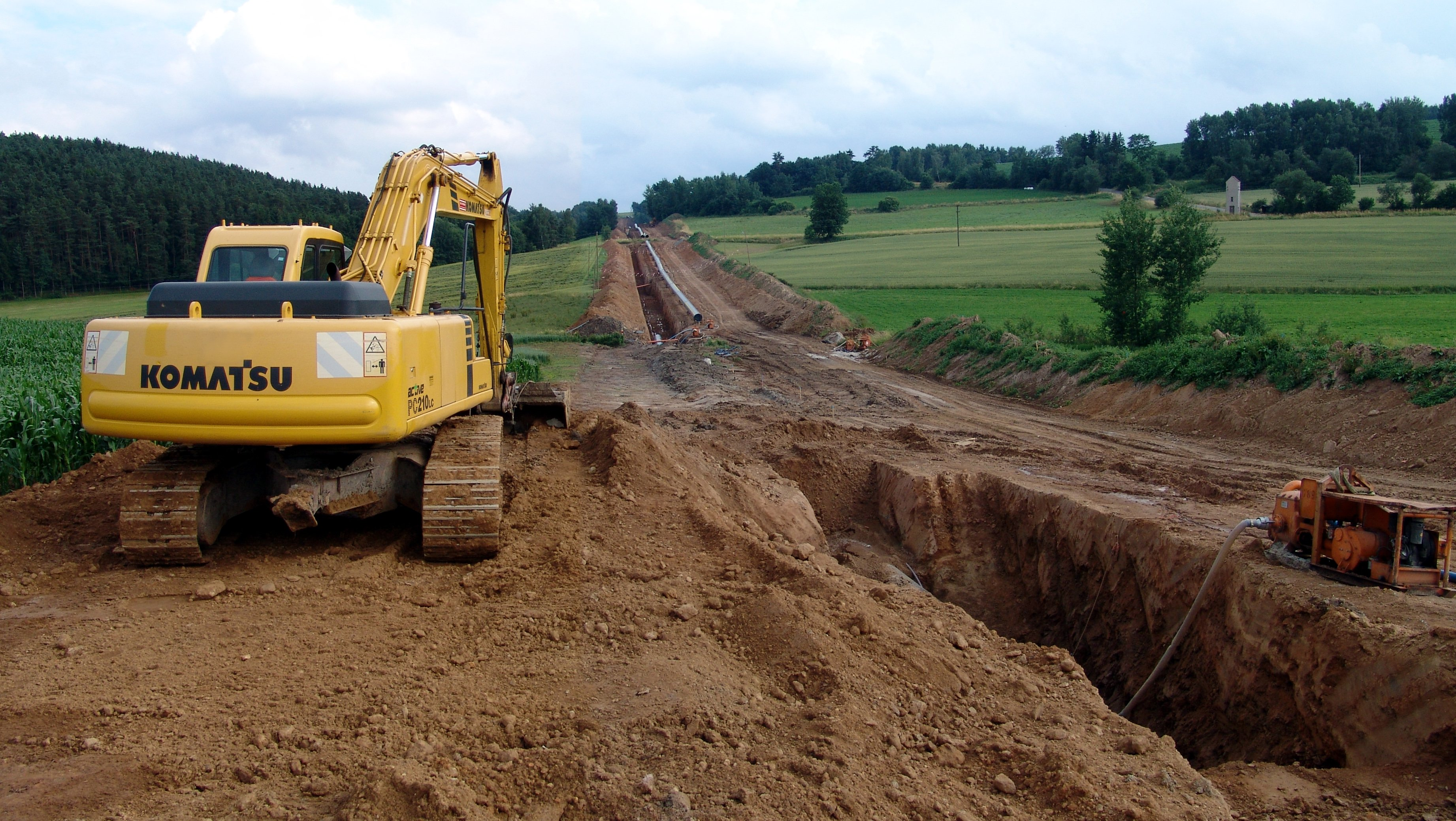
Bau einer Erdgaspipeline

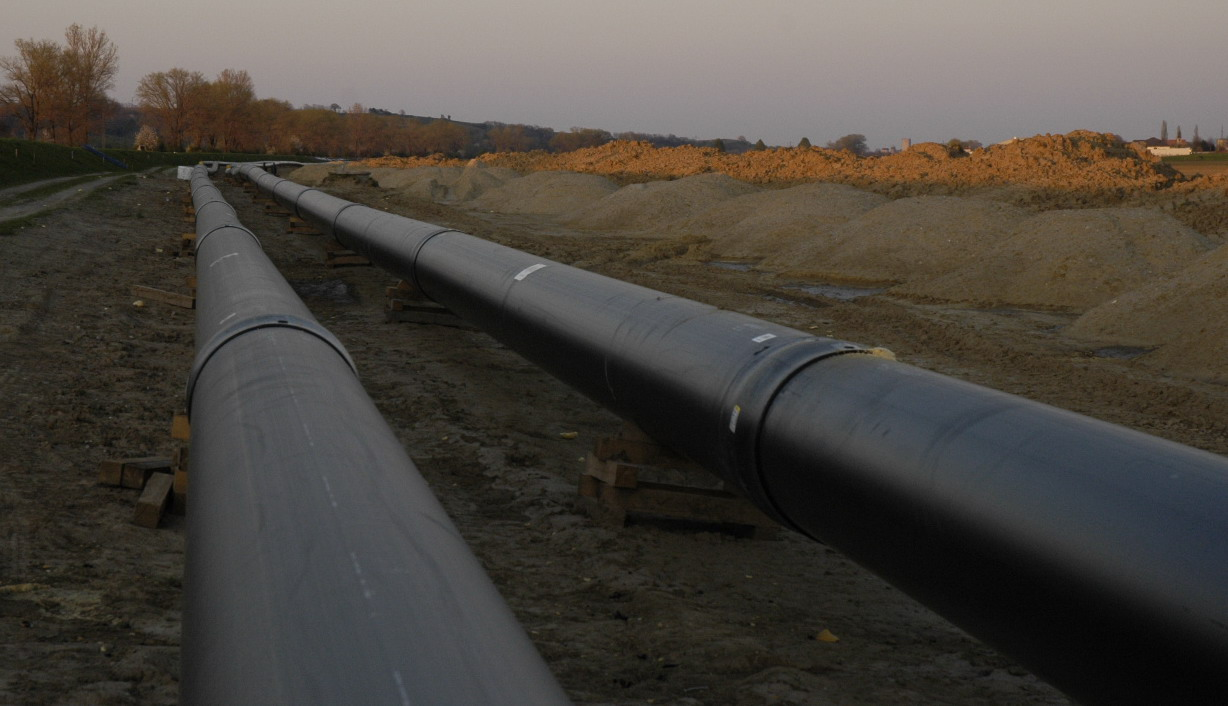
Bau einer Fernwärmetransportleitung DN 400, Außendurchmesser rd. 700 mm, der EVN Wärme von Dürnrohr nach Sankt Pölten mit 31 km Trassenlänge

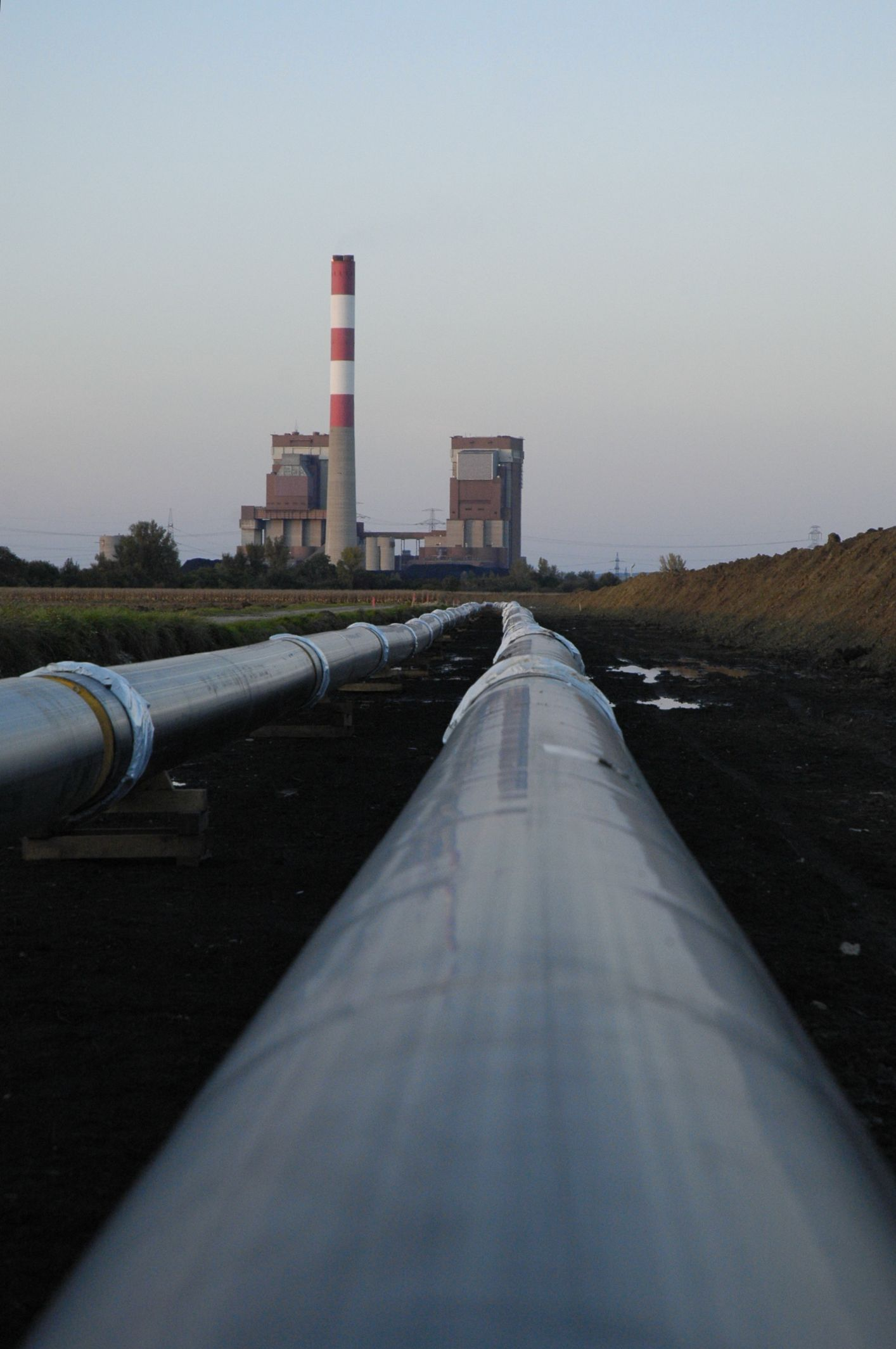
Der Ausgangspunkt der Wärmetransportleitung vom Kraftwerk Dürnrohr nach Sankt Pölten

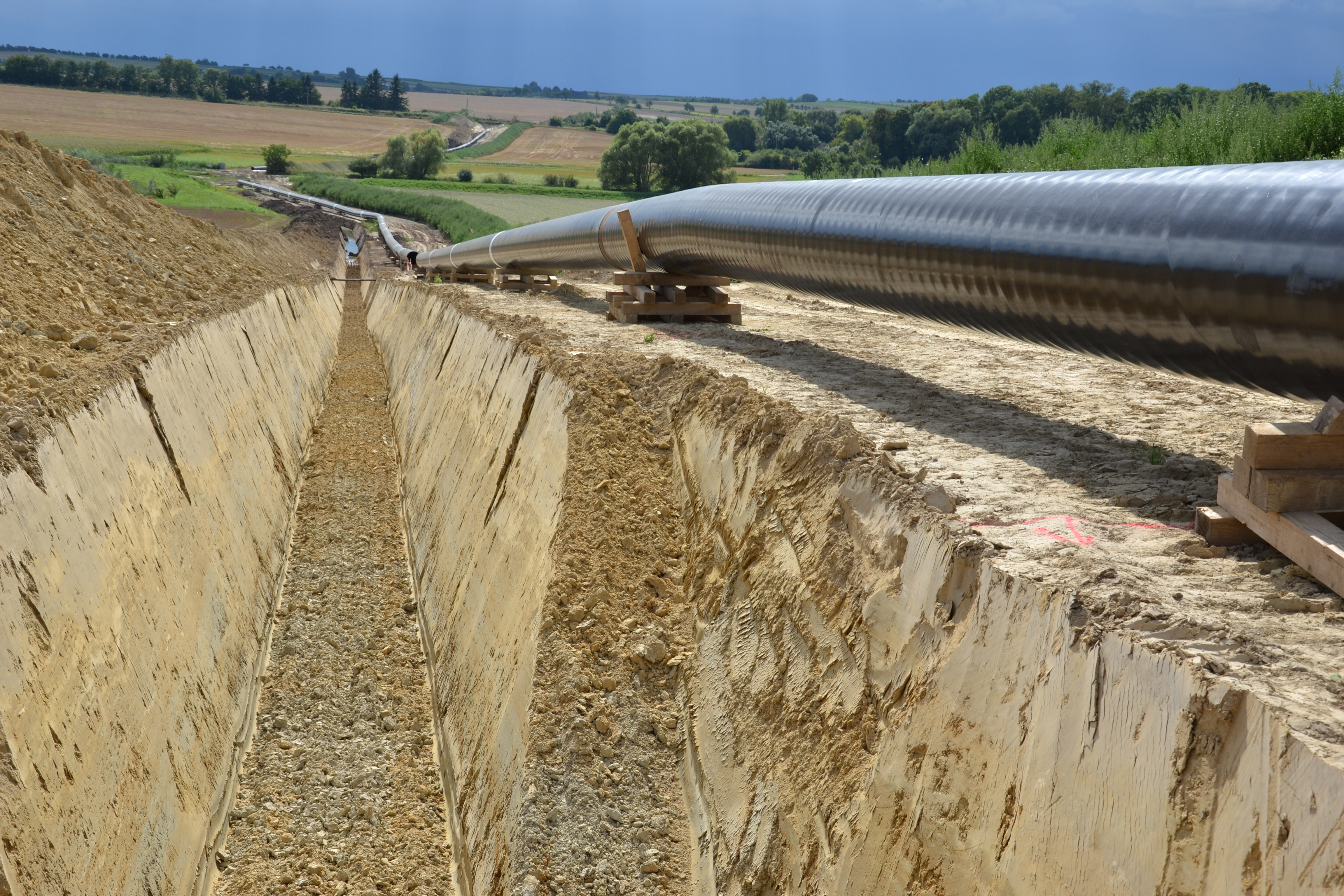
Erdgashochdruckpipeline mit einem Außendurchmesser von 815 mm und 11 mm Wanddicke

Eine Linienbaustelle hat – anders als eine Punktbaustelle – eine große Längsausdehnung bei minimaler Querausdehnung. Dies ist bei der Erstellung von Netzen zur Ver- und Entsorgung der Fall (z. B. Stromnetz, Wasserversorgung, Kommunikation, Pipelines, Transport auf Straße oder Schiene).
Der Begriff Linienbaustelle (teilweise wird synonym auch von „Wander-“ oder „Streckenbaustelle“ gesprochen), ist in der einschlägigen Literatur eher selten zu finden; häufiger wird direkt auf ein zu erstellendes Bauwerk verwiesen (z. B. „Der Autobahnbau“, „Tunnelbau“ etc.).
Unterschiede Linienbaustelle – Punktbaustelle:
- Dimensionen
- geringere Gewerkeanzahl
- der Vorläuferprozess bestimmt die Arbeitsrichtung des nachfolgenden Prozesses
- werden mit Linien-Diagrammen gesteuert (und i. d. R. nicht mit dem Balkenplan)

Arten des Liniendiagramms:
- Volumen-Zeit-Diagramm (gibt Gesamtüberblick über das Projekt)
- Weg-Zeit-Diagramm (zeigt, an welcher Stelle sich Vorgänge zu welchem Zeitpunkt befinden und die Vorgangs-Geschwindigkeiten)
- Zyklendiagramm (Zusammenspiel der einzelnen Prozesse)

Diese Diagramme können heute auch mit spezieller Software erstellt werden.
Linienbaustellen sind vergleichbar mit Fertigungstypen (z. B. Fließfertigung, Taktfertigung) der stationären Industrie und werden auch mit den dort angewandten Methoden gesteuert.